# Roll On
Roll On es el segundo álbum de la banda The Living End. Lanzado en 2001, grabado por EMI Australia y producido por Nick Launay. La canción de Carry Me Home aparece en Guitar Hero II para PlayStation 2 y Xbox 360.

## Lista de canciones
1. "Roll On" - 3:09
2. "Pictures in the Mirror" - 3:18
3. "Riot On Broadway" - 2:56
4. "Staring At the Light" - 4:08
5. "Carry Me Home" - 3:12
6. "Don't Shut the Gate" - 2:04
7. "Dirty Man" - 3:36
8. "Blood On Your Hands" - 4:14
9. "Revolution Regained" - 2:46
10. "Silent Victory" - 3:35
11. "Read About It" - 3:16
12. "Killing the Right" - 4:21
13. "Astoria Paranoia" - 3:05
14. "Uncle Harry" - 3:24
15. "Prisoner of Society" (En Vivo) (Bonus Únicamente para EUA) - 4:37

## Sencillos
- "Pictures in the Mirror", 2000
- "Roll On", 2000
- "Dirty Man", 2001
- "Carry Me Home", 2001

## Personal
- Chris Cheney - Guitarra y voz
- Scott Owen - Bajo
- Travis Demsey - Batería